# Kraków Lubocza
Kraków Lubocza – przystanek kolejowy w Krakowie–Luboczy, w województwie małopolskim, w Polsce. Zlokalizowany na linii kolejowej nr 95.
15 marca 2020 roku ruch pasażerski na stacji został wznowiony. Przystanek kolejowy poddano renowacji.

## Ruch pasażerski
| Rok  | Wymiana pasażerska na dobę |
| ---- | -------------------------- |
| 2017 | –                          |
| 2022 | 0–9                        |

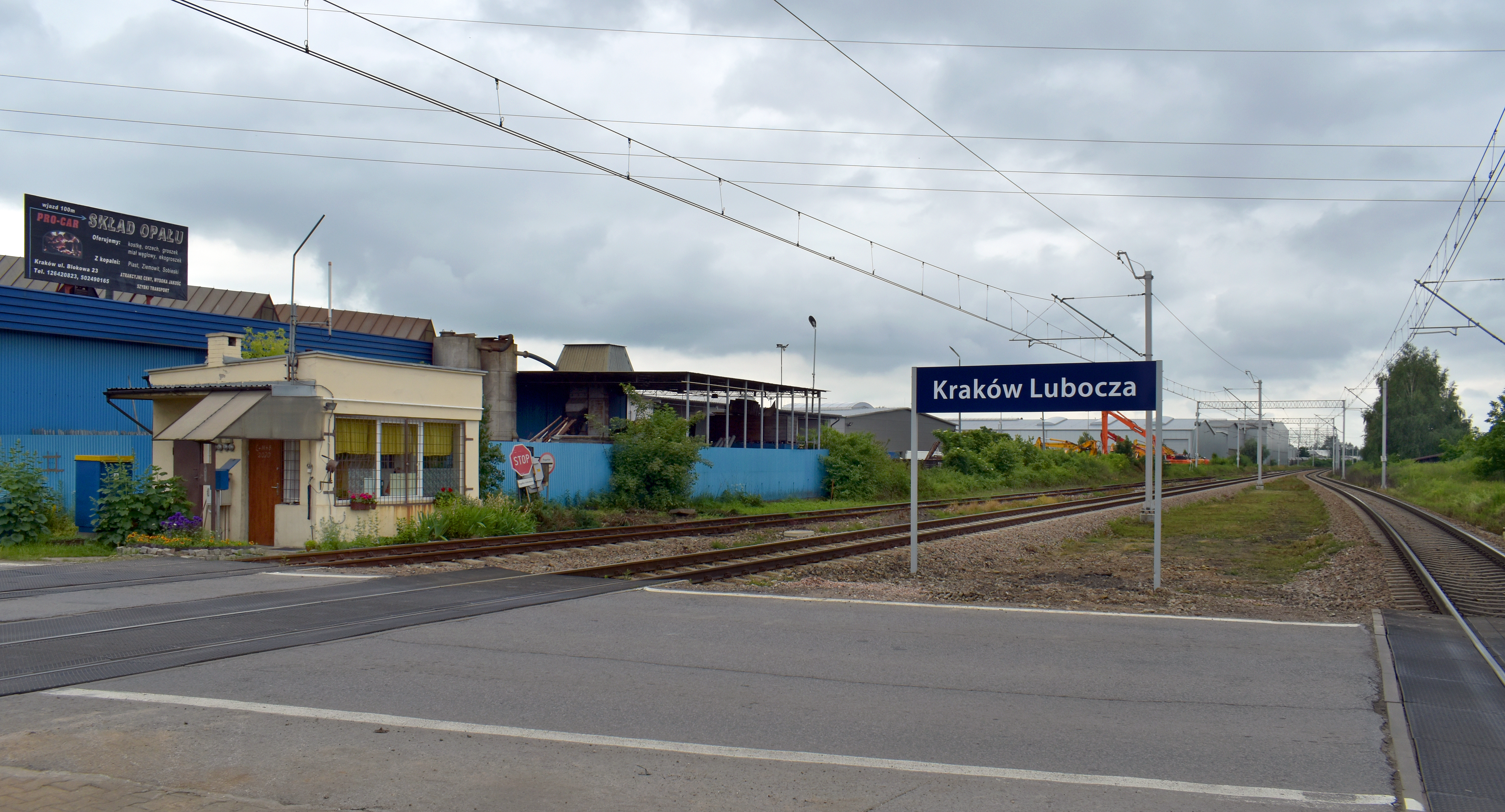
Widok na zachód, kierunek Kraków.
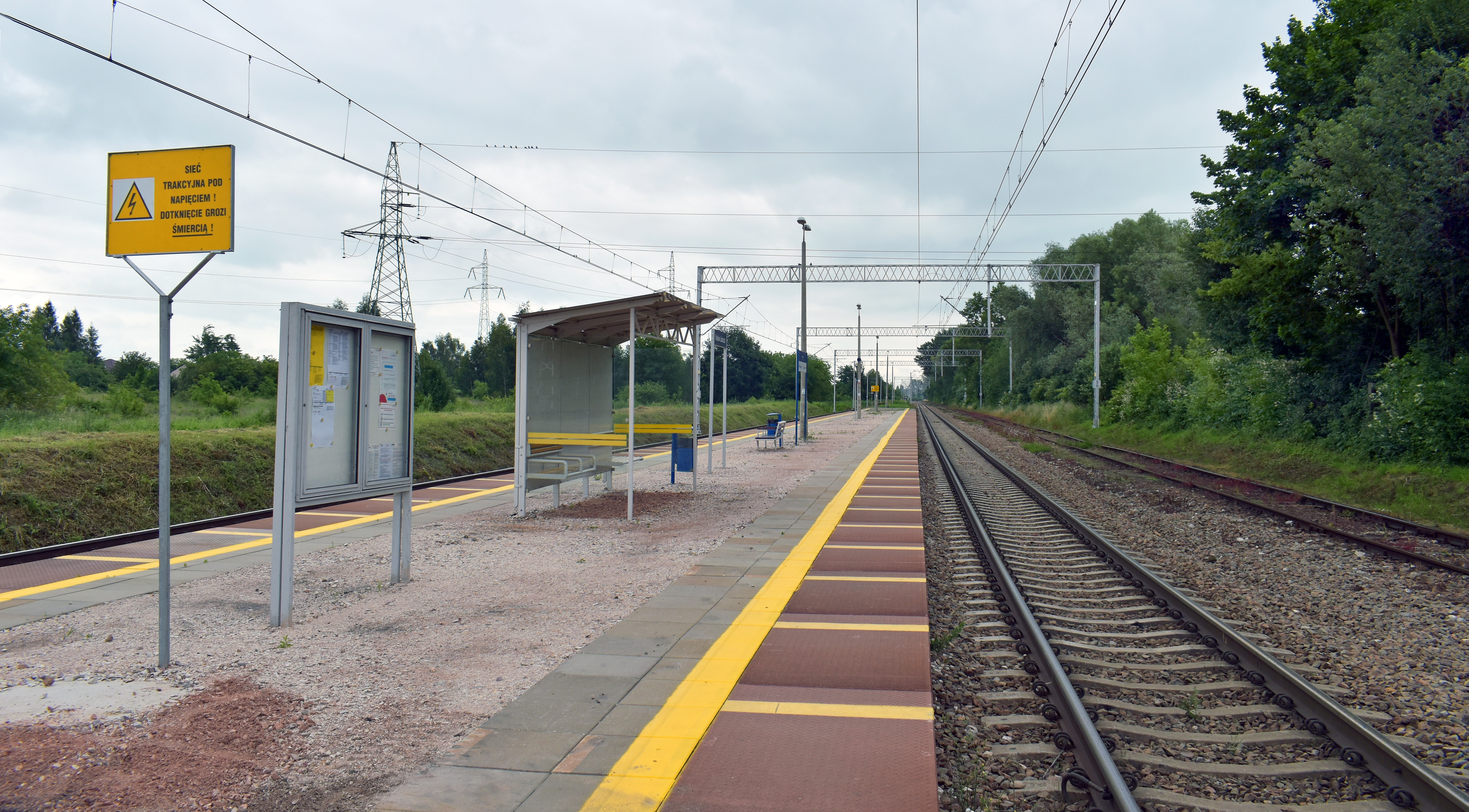
Widok na wschód, kierunek Tarnów.